# مانيتووك رابيدز (ويسكونسن)
مانيتووك رابيدز (بالإنجليزية: Manitowoc Rapids, Wisconsin)‏ هي بلدة تقع بولاية ويسكونسن في الولايات المتحدة. تبلغ مساحتها 71.5 (كم²)، وترتفع عن سطح البحر 224 م، بلغ عدد سكانها 2520 نسمة في عام 2000 حسب إحصاء مكتب تعداد الولايات المتحدة وتصل الكثافة السكانية فيها 35.6 نسمة/كم2.

## وصلات خارجية
- The US50 - Cities and Towns in Wisconsin State
- Wisconsin Cities and Towns, Facts, Map, Flag, Colleges, Government, and More